# 名張毒ぶどう酒事件
名張毒ぶどう酒事件（なばりどくぶどうしゅじけん）とは、1961年（昭和36年）3月28日の夜に三重県名張市葛尾（くずお）地区の公民館で発生した大量殺人事件。
名張市の実質飛地と隣接する奈良県山辺郡山添村にまたがる集落の懇親会酒席で振る舞われたワイン（ぶどう酒）に毒物（農薬・ニッカリンT）が混入され、そのワインを飲んだ女性17人が中毒症状を起こして5人が死亡した。
「第二の帝銀事件」として世間から騒がれたこの事件で、被疑者・被告人として逮捕・起訴された奥西勝（おくにし まさる、事件当時35歳）は刑事裁判で死刑判決が確定したが、冤罪を訴えて生前9度にわたる再審請求を起こし、死刑確定から43年間にわたり死刑執行が見送られ続けた一方で、再審請求も認められることなく、八王子医療刑務所で死亡した（89歳没）。
日本弁護士連合会が支援する再審事件である。当事件を題材とした出版物、ドキュメンタリー番組、テレビドラマも多く制作されたが、そのほとんどが「当事件は冤罪である」との立場に立ったものである。

## 事件経過
奥西は1926年（大正15年）1月14日、事件の舞台となった名張市葛尾地区で生まれる。
奥西は1940年（昭和15年）に高等小学校を卒業後、参宮急行電鉄（参急）に入社した。奥西は地元では「長身の美男子」として評判で、のちに事件で死亡した奥西の妻も近鉄名張駅で働いており、奥西夫妻は一部親族の反対を受けつつも懸命に説得して結婚し、1男1女の子供に恵まれた。
1961年（昭和36年）3月28日、三重県名張市葛尾76番地の薦原地区公民館葛尾分館（現存しない）で、地区の農村生活改善クラブ（現「生活研究グループ」）「三奈の会」の総会が行われ、男性12人と女性20人が出席した。この席で男性には清酒、女性にはぶどう酒が出されたが、ぶどう酒を飲んだ女性17人が急性中毒の症状を訴え、5人が死亡した。死亡した被害者は奥西の妻（事件当時34歳）と、「三奈の会」会長の妻であり、奥西の隣家に住んでいた女性（同30歳）、前「三奈の会」会長（同25歳）、奥西の愛人（同36歳）、そして36歳女性の計5人である。
三重県警察は、清酒を出された男性とぶどう酒を飲まなかった女性3人に中毒症状が見られなかったことから、女性が飲んだぶどう酒に原因があるとして調査した結果、ぶどう酒に農薬が混入されていることが判明した。
その後、重要参考人として「三奈の会」会員の男性3人を聴取する。3人のうち、1人の妻と愛人がともに被害者だったことから、捜査当局は、「三角関係を一気に解消しようとした」ことが犯行の動機とみて、奥西を追及。4月2日の時点では自身の妻の犯行説を主張していたが、4月3日には農薬混入を自白したとして、三重県警に逮捕された。逮捕直前、奥西は名張警察署で記者会見に応じた。しかし、逮捕後の取り調べ中から犯行否認に転じる。

## 裁判の経過

### 確定判決
同年6月16日に津地方裁判所で第一審の初公判が開かれたが、奥西は起訴状の公訴事実のうち、三角関係や農薬購入、会場へのぶどう酒運搬などの事実は認めたものの、犯行は全面的に否認した。それ以来、検察側・被告人側とも「動機」「毒物投入の機会の有無」について争ってきた。
1964年（昭和39年）12月23日に第一審の判決公判が開かれ、津地裁（小川潤裁判長）は検察側の死刑求刑を退け、奥西に無罪判決を言い渡した。津地裁は判決理由で、自白の任意性を否定しなかったが、目撃証言から導き出される犯行時刻や、証拠とされるぶどう酒の王冠の状況などと奥西の自白との間に矛盾を認め、検察官が挙げた物的証拠・状況証拠をほぼ全面的に退けた上で、証拠不十分を理由に奥西を無罪とした。閉廷後、奥西は拘置先の三重刑務所から釈放された。津地方検察庁はこの判決を不服として、名古屋高等裁判所に控訴した。釈放後、奥西は息子とともに三重県四日市市に居住し、ガソリンスタンドの店員として働いていた。
控訴審は1965年（昭和40年）11月20日の初公判以来、15回の公判が開かれ、1969年（昭和43年）7月16日の第15回公判で結審した。同年9月10日10時から名古屋高裁刑事第1部（上田孝造裁判長、斎藤寿・藤本忠雄両陪席裁判官）で控訴審判決公判が開かれ、同高裁は第一審の無罪判決を破棄自判し、奥西に逆転死刑判決を言い渡した。このころ以前から、日本では死刑判決を言い渡す際は主文を後回しにして判決文を判決理由から読み上げる慣例があったが、上田裁判長は死刑判決の主文を冒頭で宣告した。奥西は閉廷後の同日10時45分、名古屋拘置所に収監された。名古屋高裁は、目撃証言の変遷もあって犯行可能な時間の有無が争われたことについて、時間はあったと判断、王冠に残った歯形の鑑定結果も充分に信頼できるとした（弁護側鑑定人の日本大学歯学部助教授は、王冠に残った痕跡から犯人の歯型を確定するのは不可能である、とした）。奥西は判決を不服として最高裁判所（最高裁）に上告した。
1972年（昭和47年）6月1日、最高裁第一小法廷（岩田誠裁判長）で上告審の公判が開かれ、奥西の弁護人を務めた杉浦酉太郎は口頭弁論で、この事件のように第一審（無罪）と控訴審（死刑）それぞれの判決で極端な違いが出る場合、被告人に3回裁判を受ける利益を保障する憲法の精神からみて、控訴審が原判決を破棄して有罪の自判判決を言い渡すことは許されないとする憲法違反の主張に加え、控訴審判決は証拠判断を誤っており、第一審判決における認定の方が正しいとする事実誤認の主張を行った。しかし同月15日、第一小法廷は控訴審が第一審の無罪判決を破棄し、自ら有罪を言い渡しても憲法の精神・規定や最高裁の判例には違反しないとして憲法違反の主張を退け、また事実誤認の主張も適法な上告理由に該当しないとして退け、名古屋高裁の原判決に対する奥西の上告を棄却する判決を言い渡した。判決訂正申立も同年7月4日付で同小法廷が出した決定［事件番号：昭和47年(み)第8号］によって棄却され、翌日（7月5日）付で奥西の死刑が確定した。事件発生から11年3か月目で言い渡された最終判決であり、この判決が言い渡された際、地元の葛尾集落（名張市葛尾の16戸および、隣接する奈良県山辺郡山添村葛尾の7戸）では歓喜の声が沸き、「異様な喜び」と報じられた。
最高裁によれば、有罪か無罪かの事実認定をめぐって一・二審の判断が相反し、第一審の無罪判決が控訴審で破棄されて逆転死刑判決が言い渡され、それが確定した事件は、戦後に現行の刑事訴訟制度が発足して以来初めてだった。

## 再審請求

### 第6次再審請求まで
1974年（昭和49年）、1975年（昭和50年）、1976年（昭和51年）、1977年（昭和52年）、1988年（昭和63年）と5次にわたる再審請求はすべて棄却された。1980年（昭和50年）9月に請求審で初の現場検証、1986年（昭和61年）6月に請求審で初の証人尋問が行われた。1988年12月14日、名古屋高裁刑事第1部（山本卓裁判長）が再審請求を棄却した。
奥西の母親は息子・勝の無実を信じつつ獄中へ励ましの手紙を送り続けていたが1988年に88歳で死去し、「父親が無実を勝ち取ったら一緒に暮らしたい」と願っていた長男も癌のため2010年（平成22年）に62歳で死去した。奥西の長男は遺言として「自分が死んだ知らせは父にはまだ知らせるな。無罪が確定して釈放されたときに知らせてくれ」と遺言していた。
1993年（平成5年）3月31日、名古屋高裁刑事第2部（本吉邦夫裁判長）は第1部決定に対する弁護側の異議申立を棄却する決定を出した。4月に弁護団が最高裁に特別抗告したが、1997年（平成9年）1月28日、最高裁第三小法廷（大野正男裁判長）は特別抗告を棄却する決定を出した。同年に第5次再審請求したが、同年には名古屋高裁で請求棄却の決定が出る。1998年（平成10年）10月、名古屋高裁は第6次再審請求を棄却する決定を出した。弁護団が異議申立を行ったが、1999年（平成11年）9月に名古屋高裁が異議申立を棄却する決定を出し、2002年（平成14年）4月には最高裁が同決定に対する弁護団の特別抗告を棄却する決定を出した。

### 第7次再審請求

#### 名古屋高裁第1刑事部
2002年（平成14年）4月10日に弁護団が名古屋高裁へ第7次再審請求。2005年（平成17年）2月、毒の特定で弁護側鑑定人を証人尋問した。
2005年（平成17年）4月5日、名古屋高裁（第1刑事部・小出錞一裁判長）は再審開始を決定した。同時に死刑執行停止の仮処分が命じられた。王冠を傷つけずに開栓する方法がみつかったこと、自白で白ワインに混入したとされる農薬（ニッカリンT、有機リン系の殺虫剤、TEPP（テップ）剤の一種）が赤い液体だと判明したこと、残ったワインの成分からしても農薬の種類が自白と矛盾すること、前回の歯形の鑑定にミスが見つかったことなどが新規性のある証拠だと認めた。なお、小出錞一は2006年（平成18年）2月に依願退官した。

#### 名古屋高裁第2刑事部（検察の異議申立）
同年4月8日、検察側は、ニッカリンTは析出されていた白い液体の物が回収されずに、事件当時は白い液体と赤い液体と混合して流通していたことなどの異議申立を行った。これを受け、2006年（平成18年）9月に毒の特定について、名古屋高裁は弁護側鑑定人を証人尋問した。同年12月26日、名古屋高裁（第2刑事部・門野博裁判長）は、再審開始決定を取り消す決定をした（死刑執行停止も取り消し）。

#### 最高裁（弁護側の特別抗告）
これに対し、弁護側が2007年（平成19年）1月4日に最高裁に特別抗告したところ、最高裁は2010年（平成22年）4月5日付決定で、犯行に用いられた毒物に関し「科学的知見に基づき検討したとはいえず、推論過程に誤りがある疑いがある。事実解明されていない」と指摘し、再審開始決定を取り消した名古屋高裁決定を審理不尽として破棄し、審理を名古屋高裁に差し戻した。田原睦夫裁判官は、同最高裁決定で補足意見として「事件から50年近くが過ぎ、7次請求の申し立てからも8年を経過していることを考えると、差し戻し審の証拠調べは必要最小限の範囲に限定し、効率よくなされるべき」と述べている。翌日に弁護団は「第7次再審請求最高裁決定についての弁護団声明」を、また同じ日に日本弁護士連合会（会長・宇都宮健児）は「名張毒ぶどう酒事件第7次再審請求最高裁決定についての会長声明」で、「すでに重大な疑いが存在することは明らか」であるから原決定を取り消したうえで最高裁の判断で再審開始決定すべきだったと述べ、差し戻ししたことを「遺憾である」と批判した。また、日本国民救援会（会長・鈴木亜英）も、2010年4月7日付の会長声明「名張毒ぶどう酒事件第7次再審最高裁決定について」で、「『再審開始のためには確定判決における事実認定につき合理的な疑いを生ぜしめれば足りる』という1975年の白鳥決定の見地からすれば、差戻しによってさらに審理を継続させることなく、自判して、再審開始決定を確定させるべきであった」と述べている。
2010年（平成22年）3月上旬、名古屋拘置所で面会した特別面会人によれば、再審開始が決定された布川事件や、再審無罪が確実視されていた足利事件などに触れた際、奥西は「布川や足利はよかった。私も最高裁決定に非常に期待している」と述べたという。

#### 名古屋高裁（差戻審）
2012年（平成24年）5月25日、名古屋高裁（下山保男裁判長）は「捜査段階での被告人の自白に信用性が高い」と看做し、検察側の異議申立てを認めて本件の再審開始の取り消しを決定。これに対して被告人弁護側は5月30日、最高裁判所へ特別抗告を行った。日本弁護士連合会（日弁連）は「新証拠によって生じた疑問が解消されていないにもかかわらず、検察官も主張しておらず、鑑定人さえ言及していない独自の推論をもって、新証拠が『犯行に用いられた薬剤がニッカリンTではあり得ないということを意味しないことが明らかである』として、再審請求を棄却した」と、この決定を非難している。

#### 最高裁（弁護側の特別抗告）
2013年（平成25年）10月16日、最高裁判所第一小法廷（桜井龍子裁判長）は名古屋高等裁判所の再審取り消し決定を支持し、第7次再審請求にかかる特別抗告について棄却する決定を下した。

### 第8次再審請求以降
同年11月5日、弁護団が名古屋高裁へ第8次再審請求を申立。翌2014年（平成26年）5月28日、名古屋高裁刑事第1部（石山容示裁判長）は請求を認めない決定をした。決定理由で、弁護団が提出した証拠について「全証拠と総合考慮したとしても、確定判決に合理的な疑いを生じさせるものではない」などと指摘。「無罪を言い渡すべき明らかな証拠を新たに発見したとはいえず、再審は認められない。第7次請求と同一の証拠、同一の主張で、もともと請求権は消滅していた」と結論づけた。約半年で判断を示した理由として、「奥西死刑囚の健康状態の悪化と加齢の程度」を挙げた。2015年（平成27年）1月9日、第8次再審請求異議審において、同高裁刑事2部も同1部の決定を支持、検察側、弁護側との三者協議を一度も開かずに審理を終え再審請求を却下した。
2020年（令和2年）10月28日、ぶどう酒瓶の王冠を覆っていた封かん紙から、製造段階とは違う市販の「のり」成分が検出されたとする再鑑定の結果を、第10次再審請求の異議審が行われている名古屋高裁に新証拠として提出した。弁護団は「封かん紙が貼り直されたことが明らかになった。真犯人が偽装工作をした可能性を示している」と主張している。さらに2021年（令和3年）10月27日には、前年提出した鑑定結果を補強する専門家の意見書などを新証拠として提出した。2022年（令和4年）3月3日、名古屋高裁（第2刑事部・鹿野伸二裁判長）は弁護団の異議申立てを退け、再審請求を認めない決定をした。

### 奥西の死
奥西は2012年（平成24年）5月に肺炎を患い体調が悪化、名古屋拘置所から八王子医療刑務所に移送され、人工呼吸器を装着して、寝たきりの状態になっていた。
2014年（平成26年）4月19日には、日本で生きている死刑囚で最高齢となった。2015年5月15日、名古屋高裁へ第9次再審請求を申し立てた。また同日、最高裁への特別抗告を取り下げた。取り下げの理由について、弁護団は「奥西さんの病状を考え、新証拠を早期に裁判所で審理させる必要があると判断した」と説明していた。
奥西は2015年（平成27年）10月4日午後0時19分、かねて患っていた肺炎のため、八王子医療刑務所で死亡した（89歳没）。奥西の死に伴い、名古屋高裁は同年10月15日、第9次再審請求審の終了を決定した。同年11月6日、奥西の妹が名古屋高裁へ第10次再審請求を申立。2017年（平成29年）12月8日に名古屋高裁（山口裕之裁判長）は、弁護団が提出した新証拠について「無罪を言い渡す明らかな証拠に当たらない」として再審請求を棄却し、2024年（令和6年）1月29日には最高裁が特別抗告を棄却し判断が確定した。しかしながら、判事宇賀克也は、澤渡鑑定には高い信頼性が認められること、確定判決の有罪認定には合理的な疑いが生じることなどを理由に、証拠の明白性を欠くとして本件再審請求を棄却すべきものとした原々決定及び原決定はいずれも取消しを免れず、再審を開始すべきであるとする反対意見を表明した。一連の再審請求で初めて最高裁で反対意見が付せられた。

## 地域の事情
事件当時の葛尾は娯楽に乏しく、総会に際して行われる宴会は数少ない楽しみの一つだった。奥西が逮捕された当初は、「犯人が特定された」という安堵により、むしろ奥西の家族をサポートしようという呼びかけが行われた。しかし、奥西が否認に転じたことを知ると、集落ぐるみで家族への迫害や差別が始まった。こうした村八分の結果、家族が葛尾を去り市内に転居すると、これを口実に共同墓地にあった奥西の家の墓は墓地隣接の畑に一基だけ追い出された。奥西へ死刑判決が下ったあとに犠牲者慰霊碑が建立された。
葛尾は事件当時、人口100人程度の集落であった。奥西が無実であった場合、葛尾の中に真犯人がいる可能性が高いと思われたため、地域の「和」に再び波風を立てる結果になることを恐れたとの声もある。一方、小さな集落が全国区で話題になったことへの反発もあった。

## 映像作品
- 『NNNドキュメント』「裁きの重み 名張毒ブドウ酒事件の半世紀」（中京テレビ制作、2006年11月26日放送）
- 『クローズアップ現代』「揺らぐ死刑判決 〜検証・名張毒ぶどう酒事件〜」（NHK総合テレビ、2010年4月8日放送）[64]
- 『毒とひまわり〜名張毒ぶどう酒事件の半世紀〜』（東海テレビ、2010年6月19日放送）[65] ナレーション：仲代達矢
- 『約束 〜名張毒ぶどう酒事件 死刑囚の生涯〜』（東海テレビ、2012年6月30日放送）[66]
  - 出演：仲代達矢（奥西勝役）、樹木希林（奥西の母・タツノ役）、天野鎮雄（特別面会人・川村富左吉役）、山本太郎（若き日の奥西勝役）、寺島しのぶ（ナレーター）
  - 2012年東京ドラマアウォード・ローカル・ドラマ賞を受賞[67]。
  - 2013年（平成25年）2月から再編集版が映画として公開されている。なお仲代は初日舞台挨拶にて、奥西は冤罪であるとの見解を示している[68]。
  - 2016年（平成28年）2月スカパーのチャンネルNECOで放映。
- 『テレメンタリー』「悲願 〜再審の扉と証拠開示〜」（テレビ朝日、メ〜テレ名古屋テレビ放送制作、2015年1月27日放送）
- 『ふたりの死刑囚』（東海テレビ制作の映画。鎌田麗香監督作品。ナレーション：仲代達矢。2016年1月公開）- 奥西勝と袴田巌（1966年に静岡県で発生した一家4人殺害放火事件で死刑が確定したが、2023年に再審開始が確定）の2人を題材にしたドキュメンタリー。
- ドキュメンタリー劇場第11作『眠る村 〜名張毒ぶどう酒事件 57年目の真実〜』（東海テレビ、2018年4月1日放送）ナレーション：仲代達矢[69]2019年2月、映画化。
- 『いもうとの時間』：奥西の妹である岡美代子を追った、2025年（令和7年）1月公開開始のドキュメンタリー映画。東海テレビでドキュメンタリー制作を手掛ける阿武野勝彦がプロデュースし、この事件の取材・映像の蓄積やこれまでに放映した番組をもとに制作した[70][71]。